# Monastère de Derge Gonchen
Gongchen ou Gonchen (aussi  appelé Dégé Gonchen, monastère de Dergé et Lhundup Teng) est un grand monastère Sakya du bouddhisme tibétain, situé dans la ville de Derge, dans le xian de Dêgê au Sichuan, en Chine. L'histoire de ce monastère est lié à celle du Royaume de Dergé, un tusi de Chine occidentale. Fondé au XVe siècle, c'est un des monastères importants de l'ordre sakya dans la province culturelle tibétaine du Kham, à côté de Dzongsar, Dokho, Kyegu et Deuchoje.

## Histoire
Le monastère de Gonchen a été fondé par Thang Tong Gyalpo (ou Tangton Gyelpo, 1385-1464), un yogi bouddhiste et polymathe, médecin, et  découvreur de trésor, renommé pour l'invention de l'Ache Lhamo, l'opéra tibétain, et les nombreux ponts suspendus en fer qu'il a construits à travers la région de l’Himalaya. Il est dit en avoir construit 108, le plus célèbre étant celui sur le Yarlung Tsanpo, près de la moderne Chushul. Il est souvent représenté sur les peintures murales avec de longs cheveux blancs et tenant des chaînes de ses ponts,.
Le monastère a été complètement détruit durant la révolution culturelle. Il a été restauré dans les années 80 et les trois sanctuaires intérieurs sont dédiés à Gourou Rinpoché (Padmasambhava), au Bouddha Sakyamuni (Sakya Thukpa) et le Bouddha futur, Jampa ou Maitreya. En route en descendant à la presse une petite allée mène à la gauche à la Chapelle de Tangton Gyelpo (Tangyel Lhakhang).
La chapelle principale du monastère est un vaste complexe qui est appelé  « le grand monastère ». Le monastère est d’une conception particulière, avec les murs dépouillés blanc, sombre rouge et gris, les couleurs uniques à l’école Sakya  du bouddhisme tibétain.
Au-dessous du monastère se trouve le célèbre Dergé Parkhang (l’imprimerie de Dergé), construite en 1729, où les écritures bouddhistes du Kangyur et du Tengyur et d’autres travaux bouddhistes sont toujours imprimés à partir de blocs en bois par un travail manuel traditionnel. L’imprimerie, dirigée par les moines du monastère, continue d'employer des techniques anciennes et n'utilise pas d'électricité. Le toit est utilisé pour sécher les feuilles imprimées. Il abrite quelque 217 000 blocs représentatifs de textes de toutes les écoles bouddhistes tibétaines et de chamanisme Bön et environ 2 500 pages sont produites à la main chaque jour par les moines. En haut dans le même bâtiment, de plus vieilles presses produisent des caractères sur le tissu et le papier. Les travailleurs taillent les nouveaux blocs d'impression en bois dans le bâtiment administratif en face du monastère qui serait protégé des tremblements de terre et du feu par la déesse Drolma (Tara).

## Événements récents
Le 27 janvier 2009, une manifestation impliquant plusieurs moines tibétains près du monastère a été écrasé par la police par des tirs et des détentions, selon le Centre tibétain pour les droits de l'homme et la démocratie citant des rapports de la région.
Le 31 janvier, les moines ont été relâchés mais 30 d’entre eux auraient été sévèrement torturés.